# Amt Brügge
Das Amt Brügge war ein Amt in Schleswig-Holstein, zunächst im Kreis Plön und kurzzeitig im Kreis Rendsburg-Eckernförde.

## Geschichte
Das Amt bestand aus den Gemeinden Bissee, Böhnhusen, Brügge, Groß Buchwald, Negenharrie, Reesdorf, Schönhorst und Techelsdorf. Die Amtsverwaltung befand sich in Brügge. Zum 26. April 1970 wurden die dem Amt angehörenden Gemeinden dem Kreis Rendsburg-Eckernförde zugeschlagen. Zum 1. Juni 1970 wurde das Amt aufgelöst und seine Gemeinden wurden auf das Amt Bordesholm-Land und das Amt Flintbek aufgeteilt.